# Ferrières-le-Lac
Ferrières-le-Lac är en kommun i departementet Doubs i regionen Bourgogne-Franche-Comté i östra Frankrike. Kommunen ligger i kantonen Maîche som tillhör arrondissementet Montbéliard. År 2022 hade Ferrières-le-Lac 168 invånare.

## Befolkningsutveckling
Antalet invånare i kommunen Ferrières-le-Lac
Referens:INSEE